# Eloy Gila
Eloy Gila Marín (ur. 21 czerwca 1988 w Sabadell) – hiszpański piłkarz występujący na pozycji napastnika w CD Mirandés.